# Róża piżmowa

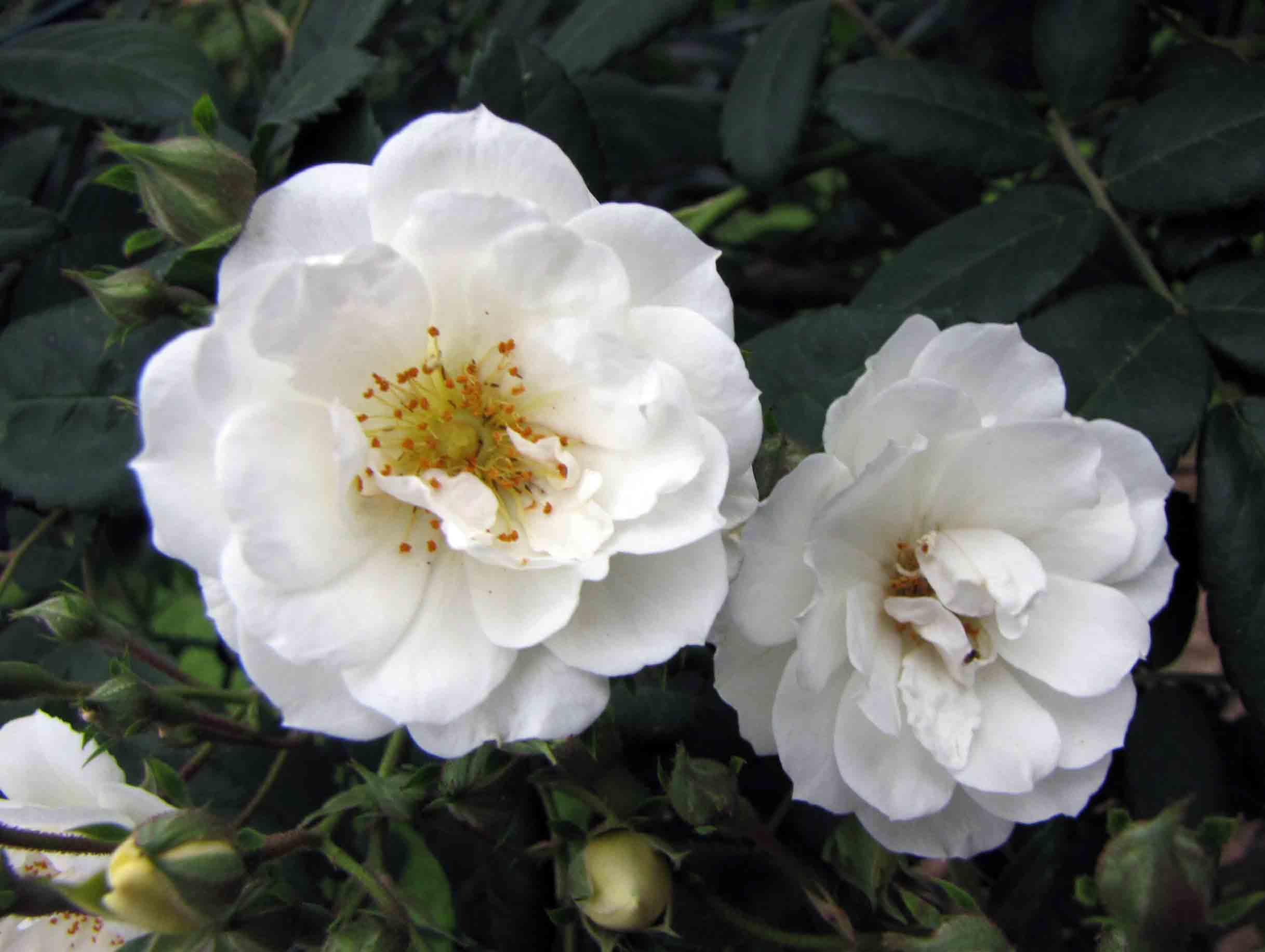
Odmiana 'Nastarana'

Róża piżmowa (Rosa moschata Herrm.) – gatunek krzewu z rodziny różowatych. Opisany został na bazie roślin uprawianych w Europie uznawanych za pochodzące z Persji. Utożsamiany jest z Rosa brunonii z południowo-zachodniej Azji, która to róża jednak nieco odbiega, choćby fenologią, od roślin europejskich, co tłumaczone jest ich długotrwałą hodowlą (krzyżowaniem, selekcją i mutacjami). Róża piżmowa uprawiana jest jako ozdobna i była wykorzystana do utworzenia wielu odmian uprawnych cechujących się powtarzającym się i obfitym kwitnieniem. Jest to m.in. jeden z gatunków rodzicielskich róży damasceńskiej. W obszarze pierwotnego zasięgu roślina wykorzystywana jest także do wyrobu wody różanej i jako lecznicza.

## Zasięg geograficzny

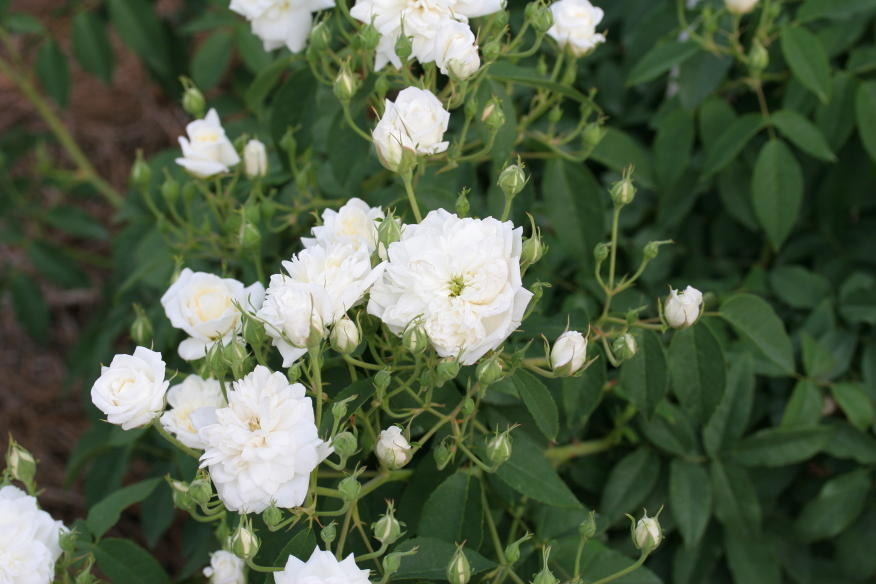
Odmiana 'Temple Musk'

Gatunek pochodzi z południowo-zachodniej Azji, gdzie rośnie na obszarze od Afganistanu, poprzez północny Pakistan i północne Indie, Nepal, Sikkim, Bhutan po południowo-zachodnie Chiny (Syczuan, Tybet, Junnan) i Mjanmę. Podawana jest też z południowego Iranu.
Roślina rozpowszechniona jest poza tym w uprawie, w Europie głównie w jej zachodniej i południowej części. W basenie Morza Śródziemnego jest rośliną dziczejącą (w Hiszpanii, Francji, Włoszech i Grecji). Jako introdukowana wymieniana jest też z USA (Illinois, Alabama), z Meksyku, północno-zachodniej Afryki (Maroko, Algieria, Tunezja) i z nowozelandzkiej Wyspy Północnej.

## Morfologia

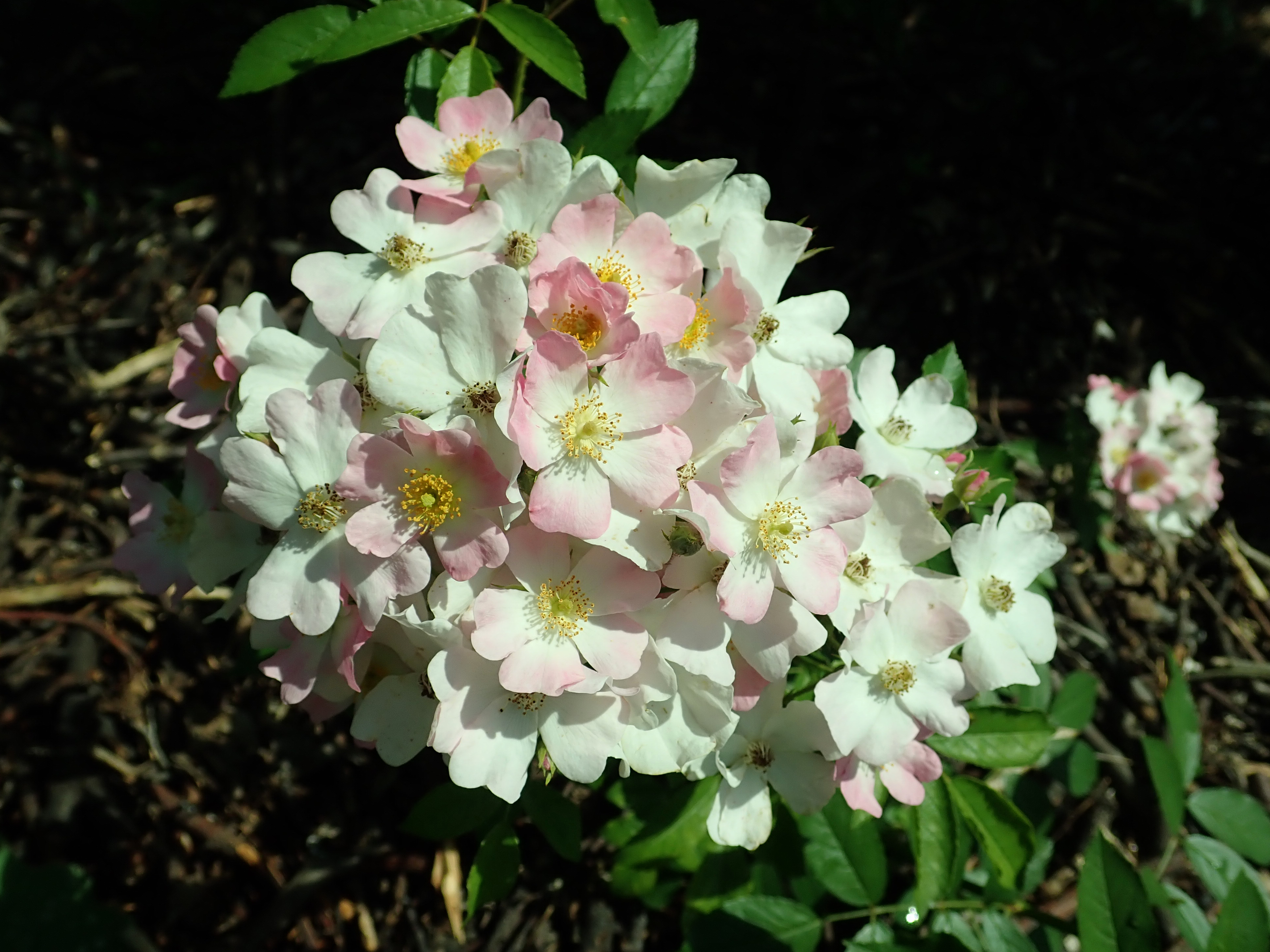
Odmiana 'Ballerina'

PokrójKrzew silnie rozgałęziony, o pędach silnie rosnących, pnących lub zwieszających się, osiągających 10–12 m długości. Młode pędy nagie lub owłosione, czasem także z siedzącymi lub osadzonymi na krótkich trzonkach gruczołkami. Kolce rozmieszczone na pędach dość rzadko, nieregularnie, osiągają do 5 mm długości, są brązowe, nieco spłaszczone, zgięte i stopniowo rozszerzające się ku szerokiej nasadzie.
LiścieOsiągają do 9 cm długości wraz z ogonkiem. U nasady z przylistkami na znacznej długości przyrośniętymi do ogonka, z lancetowatymi końcami. Oś liścia z rzadkimi kolcami. Liście złożone, zwykle z 7 listkami o zmiennym kształcie i wielkości, nagie lub owłosione. Listki eliptyczne do jajowatych o długości od 2 do 6 cm, na końcach zaostrzone. Blaszka matowo zielona, od spodu jaśniejsza, na brzegu pojedynczo piłkowana.
KwiatyZebrane w obfite kwiatostany typu baldachogrono lub wiecha, wyjątkowo pojawiają się pojedynczo. Kwiaty o średnicy do 5 cm osadzone są na szypułkach ok. 2,8–3,5 cm długości, owłosionych i ogruczolonych. Wsparte wąskimi i szybko opadającymi przysadkami. Hypancjum jajowate, u nasady owłosione. Działki kielicha są owłosione, wąskie, z długo wyciągniętym i zaostrzonym końcem, zwykle z 1 lub 2 parami łatek po bokach. Po kwitnieniu rozchylają się i odpadają. Korona kwiatu składa się z 5 płatków rosnących w jednym okółku, barwy białej, kształtu szerokojajowatego. Szyjki słupków owłosione, dłuższe od pręcików, złączone w kolumnę wystającą ponad bardzo wąskie orficjum.
OwoceNiełupki zebrane wewnątrz ciemnoczerwonego do purpurowoczarnego, mięsistego i nagiego lub ogruczolonego owocu pozornego (szupinkowego) mającego kształt kulisty do jajowatego o długości 1 cm.

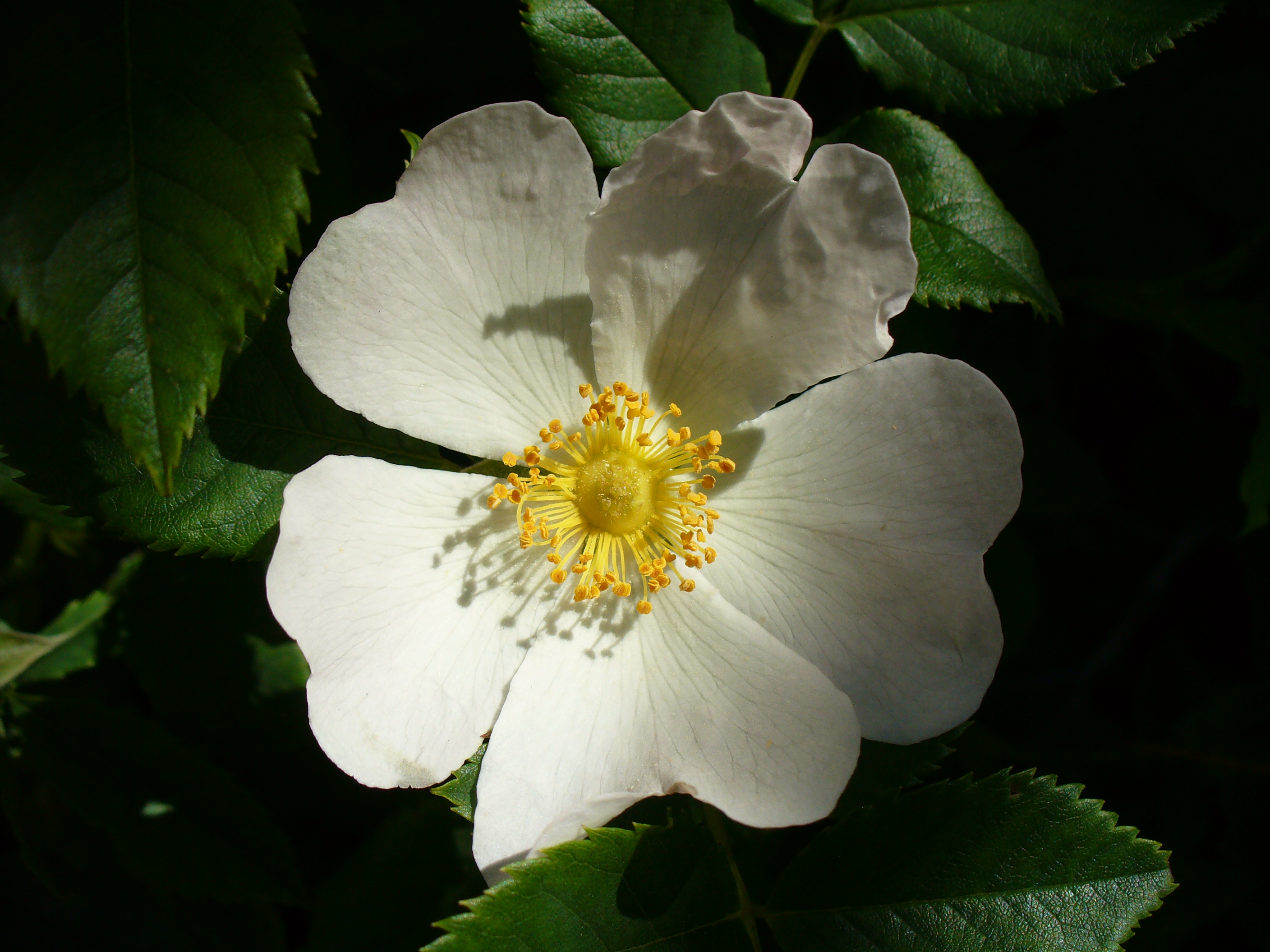
Kwiat
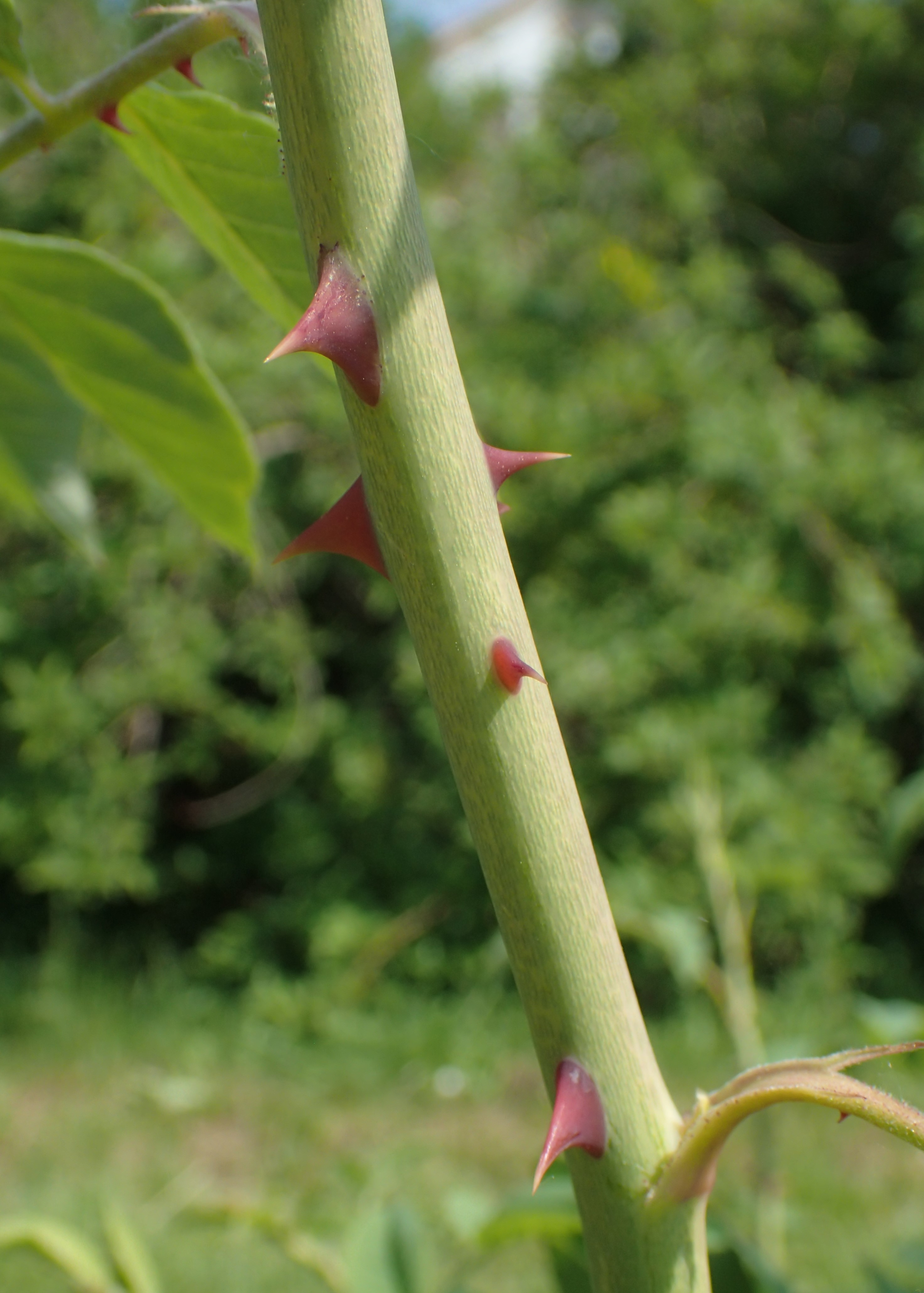
Kolce
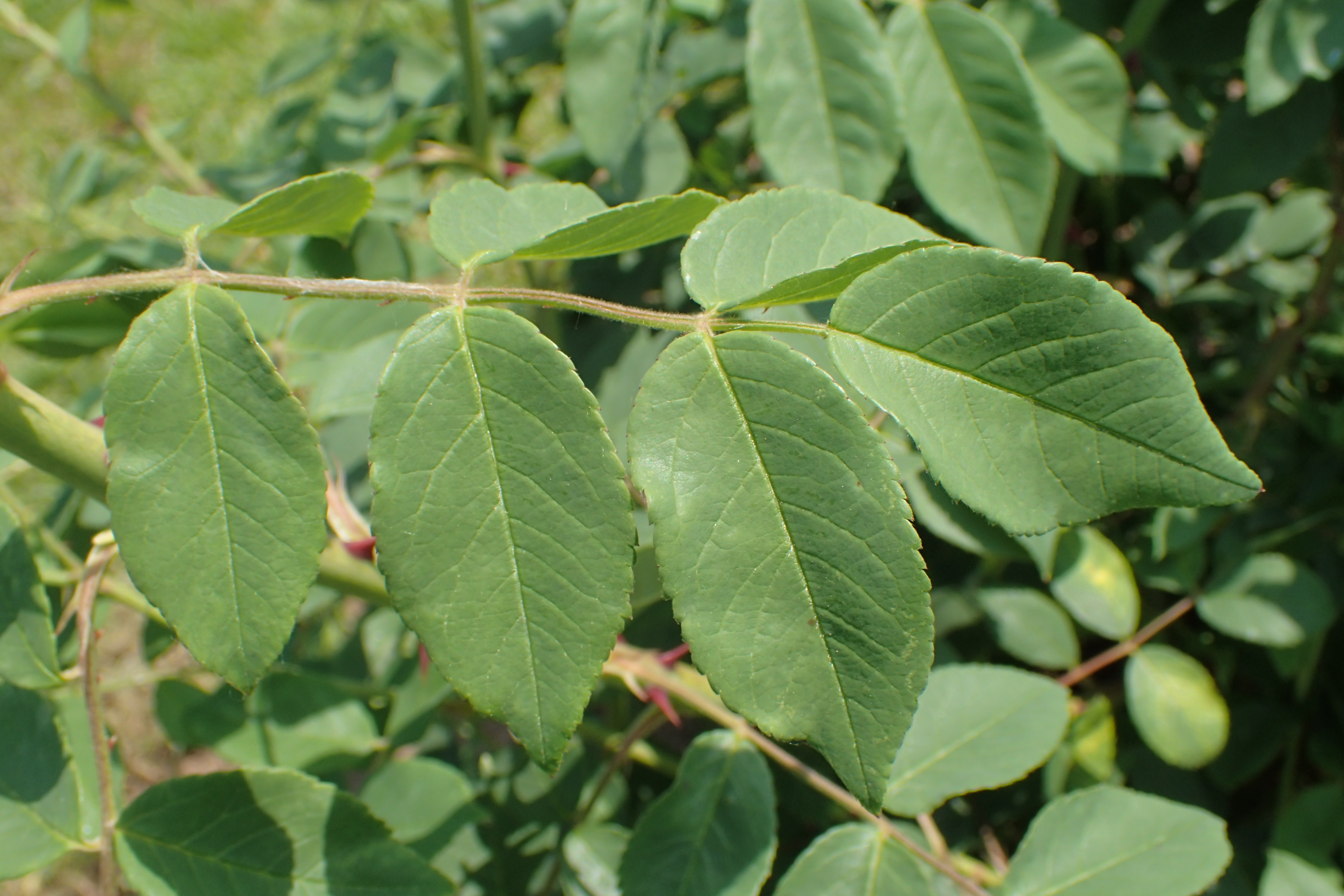
Liść

## Biologia i ekologia

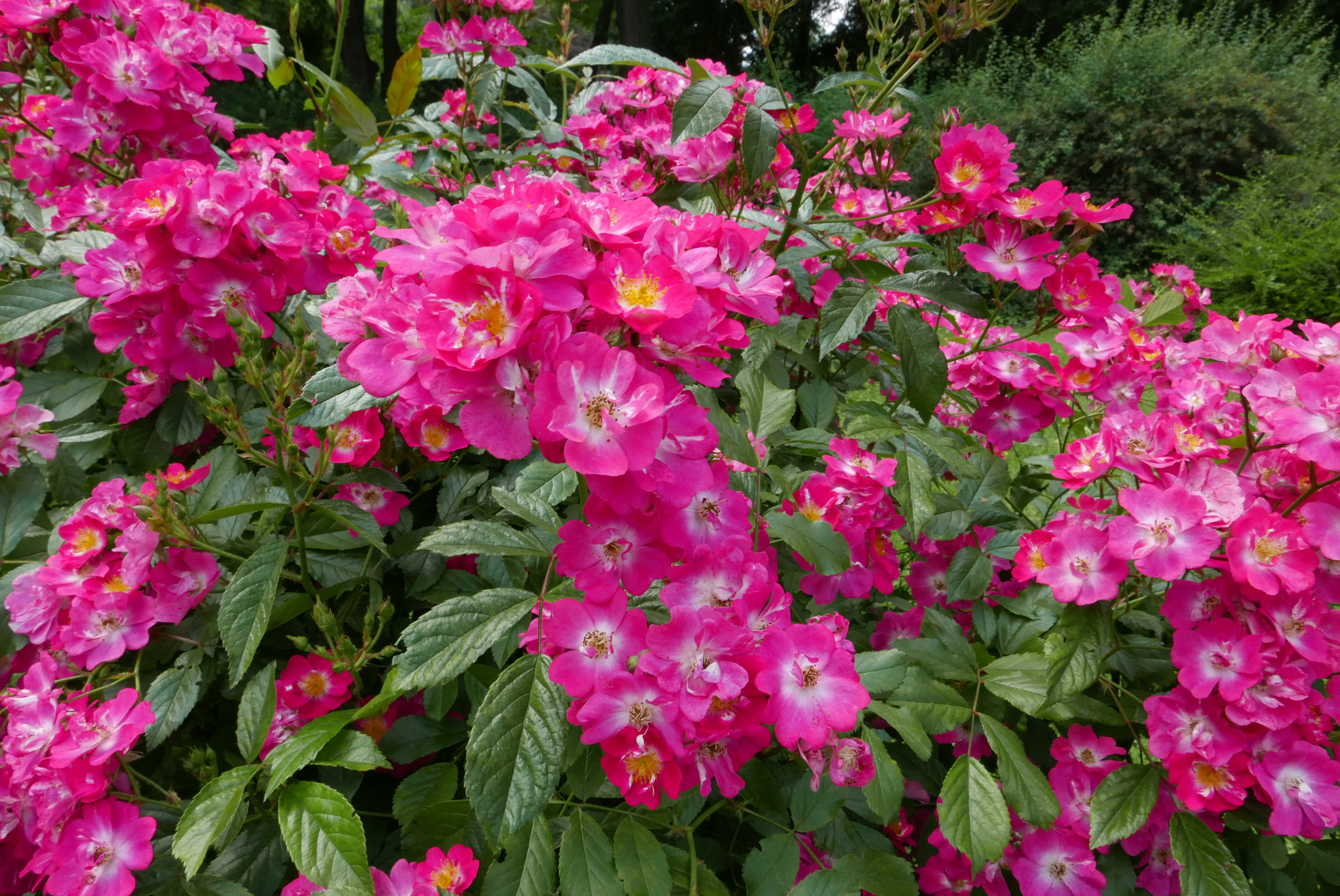
Odmiana 'Robin Hood'

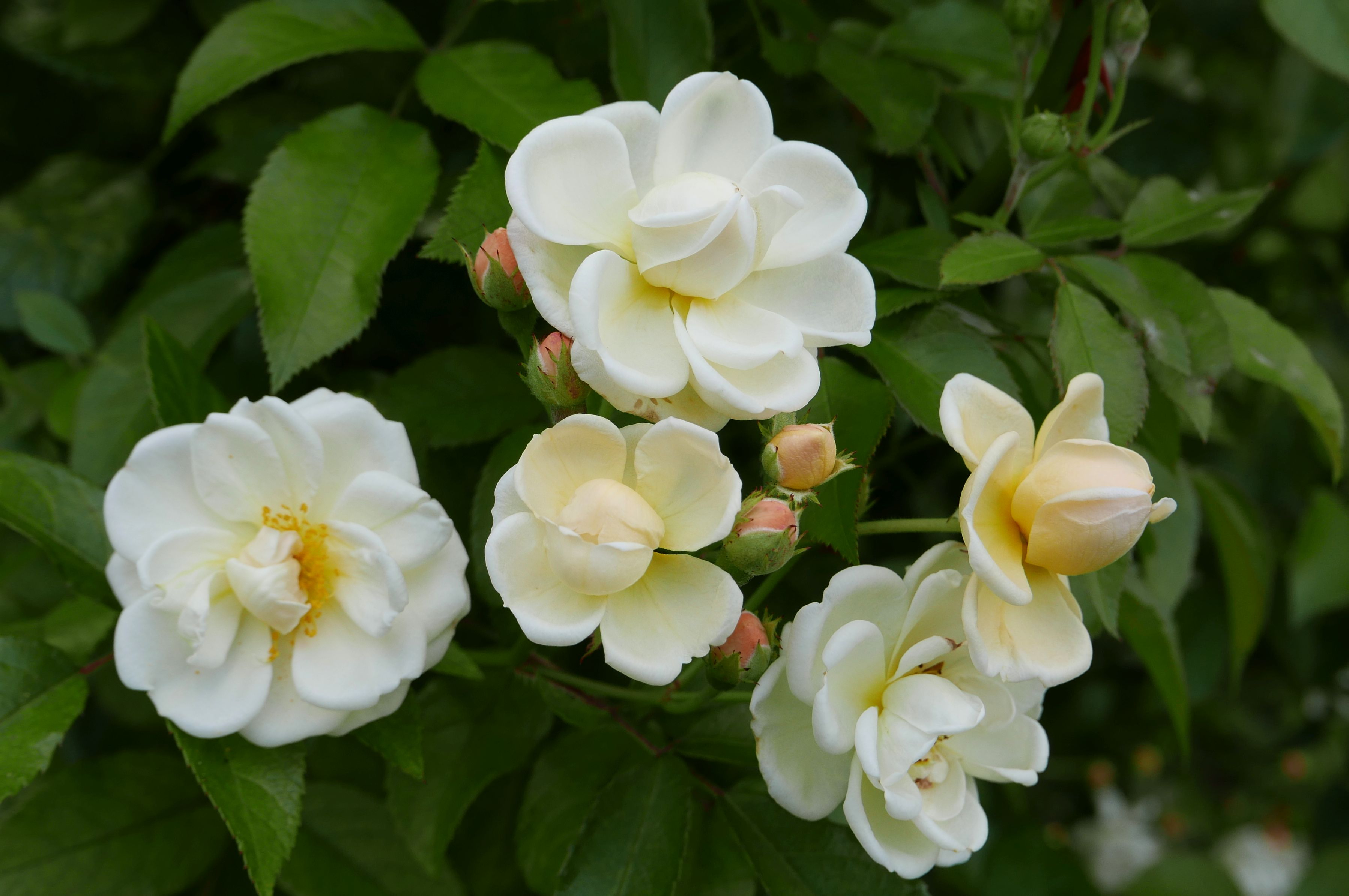
Odmiana 'Trier'

W zasięgu naturalnym rośnie w lasach i na ich skrajach oraz w zaroślach, w dolinach rzek, na obszarach górskich sięgając do rzędnej 2900 m n.p.m.
Róża o wonnych kwiatach, przy czym charakterystyczny, piżmowy zapach utrzymuje się nawet u mieszańców. Kwitnie w naturze od maja do czerwca, rzadko do lipca. W uprawie rośliny te często powtarzają kwitnienie. Owoce dojrzewają od lipca do listopada.

## Systematyka

### Pozycja systematyczna
Róża piżmowa zaliczana jest do serii Brunonianae Yu and Ku sekcji Synstylae de Candolle podrodzaju Rosa w obrębie rodzaju róża Rosa z rodziny różowatych Rosaceae. Badania molekularne (roślin opisanych jako R. brunonii) wskazują na bliskie pokrewieństwo w obrębie sekcji z takimi gatunkami jak: Rosa filipes, R. helenae, R. weisiensis i R. shangchengensis, tworzącymi klad określany jako grupa Rosa helenae.

### Synonimy
Takson opisywany był wielokrotnie pod różnymi nazwami. Za jego synonimy uznawane są nazwy:

- Rosa arborea Pers.
- Rosa broteroi Tratt.
- Rosa brownii Tratt.
- Rosa brunonii Lindl.
- Rosa glandulifera Roxb.
- Rosa manuelii Losa
- Rosa nepalensis hort. ex Andrews
- Rosa opsostemma Ehrh.
- Rosa pissartii Carrière
- Rosa recurva Roxb. ex Lindl.
- Rosa ruscinonensis Gren.

## Zastosowanie
Ze zdrewniałych pędów tej róży sporządza się laski. Kwiaty służą do wyrobu wody różanej (atar, otto). Gatunek wykorzystywany jest także jako roślina lecznicza – przy infekcjach bakteryjnych, a korzenie stosuje się w przypadku chorób oczu.
Róża ta uprawiana jest jako ozdobna na obszarach o łagodnym klimacie – źle znosi bez zabezpieczenia silne mrozy, przy czym jednak łatwo odrasta po przycięciu przemarzniętych pędów. Uprawiana może być z powodzeniem na obszarach do 6 strefy mrozoodporności. 
Gatunek ten wykorzystany został do wyhodowania wielu odmian ozdobnych róż, z reguły cechujących się silnym wzrostem, dużym zagęszczeniem pędów, powtarzaniem kwitnienia i bardzo dużymi, gęstymi kwiatostanami ze stosunkowo niewielkimi kwiatami, zwykle w odcieniach różu. Prawdopodobnie geny umożliwiające powtórne kwitnienie u wszystkich odmian róż ozdobnych odziedziczone zostały po przodkach pochodzących od róży piżmowej. Jest ona jednym z gatunków rodzicielskich m.in. róży damasceńskiej. Do odmian uzyskanych z róży piżmowej należą: 'Trier', 'Ballerina', 'Robin Hood', 'Rose Mozart'.